# Pavilly
Pavilly ist eine französische Kleinstadt mit 6.095 Einwohnern (Stand 1. Januar 2022) im Département Seine-Maritime in der Region Normandie.

## Geographie
Pavilly liegt circa 22 Kilometer nordwestlich von Rouen im Pays de Caux. Durch das Gemeindegebiet fließen die Austreberthe, ein Nebenfluss der Seine, und das Flüsschen Saffimbec.

## Geschichte
Die Priorei von Pavilly wurde um 662 von  Philibert, Abt von Jumièges, gegründet. Sie wurde von den Normannen zerstört und 1090 wieder aufgebaut. Sie war von 1881 bis 1905 im Besitz einer Kongregation von Franziskus-Schwestern und wurde dann aufgegeben. 

## Politik
Pavilly gehört zum Gemeindeverband Communauté de communes Caux-Austreberthe. Seit 1972 besteht eine Städtepartnerschaft mit Freckenhorst in Deutschland.

## Sehenswürdigkeiten
Das Schloss Esneval ist seit 1970 als Monument historique klassifiziert. Im 11. Jahrhundert stand an seiner statt eine Mühle, dies ist überliefert in einer Urkunde von Wilhelm dem Eroberer. Das erste Schloss der Seigneurs von Pavilly wurde im 15. Jahrhundert zerstört. Von 1469 bis 1478 ließ Robert de Dreux (1406–1498), Baron von Esneval, das heutige Schloss und die Kapelle Saint-Thomas-de-Cantorbéry erbauen.  Die Kapelle wurde zerstört und 1770 wieder aufgebaut. Schloss und Kapelle befinden sich heute im Privatbesitz.
Die Kapelle Sainte-Austreberthe wurde um 1091 erbaut, sie gehörte zur Priorei und ist seit 1934 in das Zusatzverzeichnis der Monuments historiques eingetragen (inscrit MH).

### Kulinarische Spezialitäten
Die Stadt ist bekannt für ihren Käse, den Neufchâtel, und für ihren Calvados.

## Persönlichkeiten
- Die Heilige Austreberta (frz. Austreberthe) (630–704) war Äbtissin in Pavilly. Sie wirkte eine Reihe von Wundern, ist jedoch außerhalb der Haute-Normandie kaum bekannt.[3]